# 朝阳洲街道
朝阳洲街道是中华人民共和国江西省南昌市西湖区下辖的一个乡镇级行政单位。

## 行政区划
朝阳洲街道下辖以下地区：
朝阳小区社区、元字街社区、团结路社区、红光楼社区、利字街社区、亨字街社区、抚河桥社区、朝新社区、抚生路社区、南烟家委会、中山西路社区和绿源社区。